# Imperial College London
Imperial College London —en español, Universidad Imperial de Londres—, oficialmente Imperial College of Science, Technology and Medicine (Colegio Imperial de Ciencia, Tecnología y Medicina), es una universidad  pública británica de investigación, fundada en 1907, situada en Londres, Inglaterra en el barrio de South Kensington. Está especializada en ciencia, ingeniería, medicina y ciencias empresariales. El Imperial College atrae estudiantes del mundo entero (más de 125 nacionalidades representadas en 2016). Cuenta con 15 premios Nobel, 3 medallas Fields y más de 70 miembros de la Royal Society. Las contribuciones de la universidad a la sociedad incluyen el descubrimiento de la penicilina, los desarrollos de la holografía y de la fibra óptica. El Imperial College está constantemente entre las diez universidades más prestigiosas del mundo en las clasificaciones internacionales.
Imperial College fue inicialmente un componente de la Universidad de Londres antes de convertirse en una institución independiente con motivo de su centenario, en 2007. Es miembro de la Liga de Universidades de Investigación Europeas desde el 1 de enero de 2010. Imperial es también un miembro del Russell Group, del G5, de la Asociación de universidades del Commonwealth y del Golden triangle de las universidades británicas.

## Historia
El Imperial College fue fundado en 1907, con la unión del City and Guilds College (Escuela de la Ciudad y de los Oficios), la Royal School of Mines (Real Escuela de Minas) y el Royal College of Science (Real Escuela de Ciencias); todos ellos fundados entre 1845 y 1878. Estas entidades continuaron existiendo como escuelas integrantes de la universidad. Eduardo VII legitimó esta universidad el 8 de julio de 1907.
En años posteriores las siguientes instituciones se fundieron en la escuela de medicina del Imperial College: la St Mary's Medical School (Escuela de Medicina de Santa María), en 1988; el National Heart and Lung Institute (Instituto Nacional del Corazón y Pulmón) en 1995; y el Charing Cross and Westminster Medical School (Escuela Médica de Charing Cross y Westminster), en 1988. La escuela de medicina del Imperial College se convirtió en la cuarta escuela integrante de la universidad. En 1997 el tamaño de la escuela médica aumentó con la fusión de la Royal Postgraduate Medical School (Real Escuela Médica de Posgrado) y el Institute of Obstetrics and Gynaecology (Instituto de Obstetricia y Ginecología). En 2000 la escuela médica se expandió todavía más con la entrada del Kennedy Institute of Rheumatology (Instituto Kennedy de Reumatología). También en 2000, el Imperial College absorbió al Wye College, la escuela agrícola de la Universidad de Londres en Wye, Kent. En diciembre de 2005, la Universidad anunció la creación de un parque de ciencia en el campus de Wye, invirtiendo cerca de 1 000 millones de libras esterlinas.
En 2002 el sistema de las escuelas integrantes fue abolido en favor de una nueva estructura de facultades. En octubre de ese mismo año, se propuso una fusión con el University College London, pero fue desechada un mes más tarde debido a las protestas tanto del personal como de los estudiantes de ambas universidades.
En 2003, el Privy Council dio a la Universidad poderes para conceder sus propios títulos. Ejercer este poder resulta incompatible con permanecer en la Universidad de Londres, así que el 9 de diciembre de 2005 Imperial anunció que estaba entablando negociaciones para retirarse de la Universidad de Londres. El Imperial College se independizó el 8 de julio de 2007, fecha de la celebración del primer centenario de la institución. Los primeros estudiantes que recibirán títulos del Imperial College en lugar de títulos de la Universidad de Londres empezaron a estudiar en 2008, pero a todos los estudiantes en el periodo transitorio se les ofrecerá la posibilidad de elegir entre un título de Imperial o un título de la Universidad de Londres.
El Imperial College es miembro del grupo Russell de Universidades y del AMBA (Asociación de Masters en Administración de negocios). Es también uno de los cinco miembros de la IDEA league. El nombre oficial de la universidad es Imperial College of Science, Technology and Medicine (Colegio Imperial de Ciencia, Tecnología y Medicina), nombre que ha usado en sus relaciones públicas hasta 2002.

## Campus

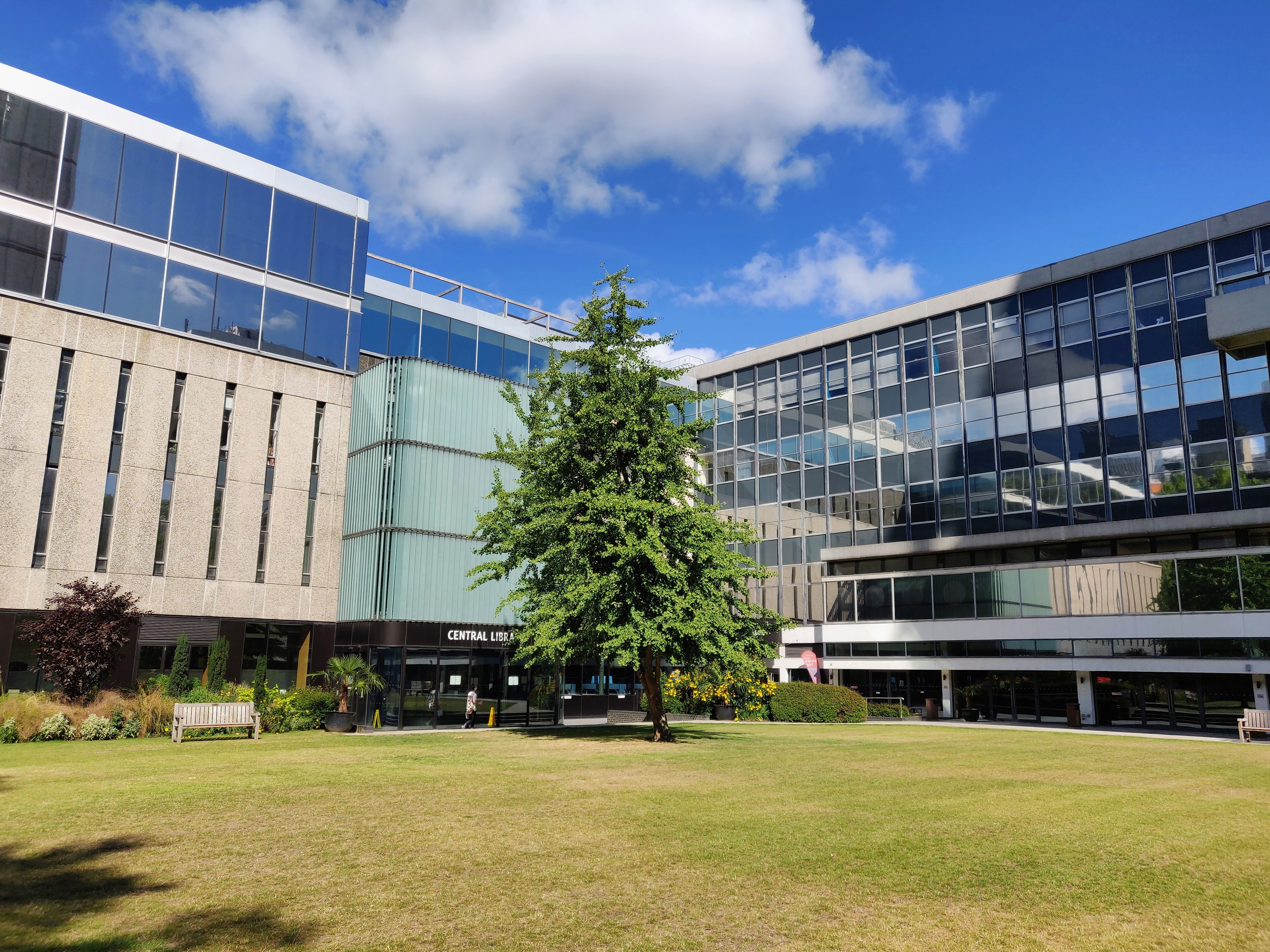
Queen's Lawn en el Campus South Kensington.

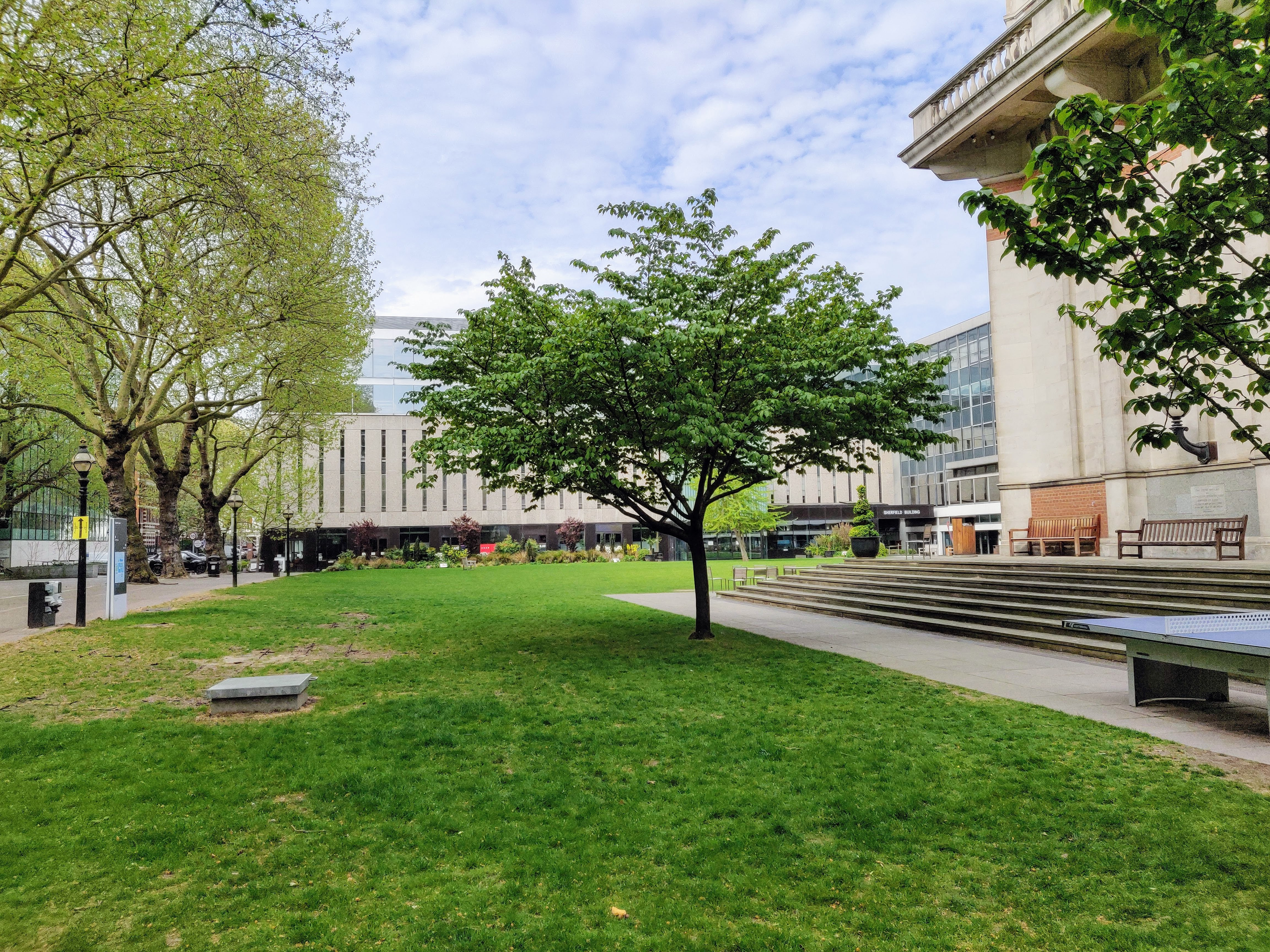
Queen's Lawn desde la esquina sureste.

La actividad del Imperial College está centrada en el campus de South Kensington que se encuentra en una zona con una alta concentración de instituciones culturales y académicas conocida como Albertópolis (llamada así en honor del príncipe Alberto), consorte de la Reina Victoria. Se encuentran cerca del Imperial el Natural History Museum (museo de historia natural), el Science Museum (museo de ciencias), el Victoria and Albert Museum (museo de Victoria y Alberto), la Royal College of Music (escuela real de música), la Royal College of Art (escuela real de arte) y el Royal Albert Hall. El Imperial tiene otros dos campus grandes, uno en Silwood Park (cerca de Ascot, Berkshire) y otro en Wye (cercano a Ashford, Kent). Además la universidad tiene varios campus médicas asociados a diferentes hospitales de la zona metropolitana de Londres, incluyendo Mary's Hospital, Charing Cross Hospital, Northwick Park & St. Mark's Hospital y Hammersmith Hospital. La expansión del campus de South Kensington en los sesenta absorbió el sitio del pasado Imperial Institute, diseñado por Thomas Colcutt, del cual solo queda la Queen's Tower (torre de la reina) de 85 metros de alto entre otros edificios más modernos.

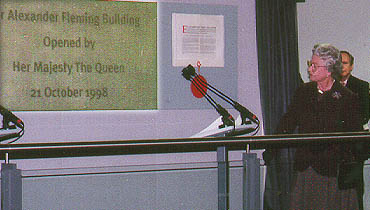
La reina Isabel II inaugurando el edificio Alexander Fleming.

Actualmente se está llevando a cabo una extensiva renovación de varios edificios de la universidad, teniendo en mente las celebraciones del centenario en 2007. Una contribución de 27 millones de libras por parte del exalumno Gary Tanaka en 2000, permitió la construcción de un nuevo edificio para la escuela de negocios (ahora conocida como Tanaka Business School). La escuela de negocios dio a la universidad una imponente «entrada principal», que ya es un signo oficial del Imperial College. La entrada principal fue inaugurada por la reina Isabel II en 2004.
A finales de 2005 el colegio mayor de Southside, en los Prince's Gardens (Jardines del Príncipe) fue demolido para hacer espacio para un nuevo y moderno edificio que se aproximará más al estilo de los edificios circundantes. Esto es una parte de la renovación en proceso de los Prince's Gardens que verá otros colegios mayores de la plaza reemplazados y los jardines rediseñados.
En enero de 2006, el nuevo centro deportivo de la universidad, llamado Ethos, fue abierto para el uso de estudiantes y personal de la universidad. El centro fue construido con un costo de 17,5 millones de libras. Todos los estudiantes tienen acceso al gimnasio y a la piscina.
La biblioteca central que se encuentra en el campus de South Kensington, también acoge la biblioteca del Science Museum (Museo de Ciencias) además de los libros de la universidad.

## Estructura académica

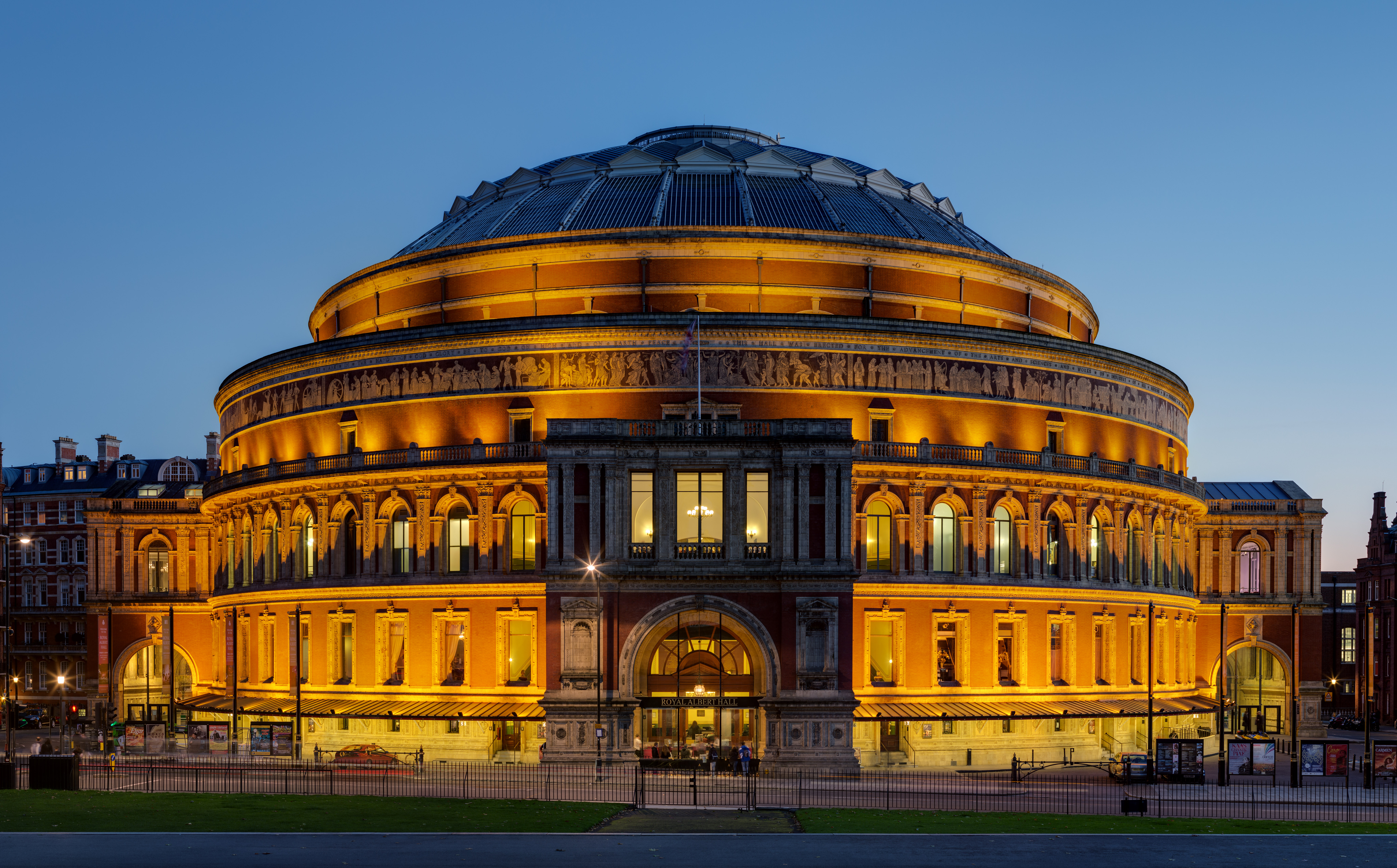
Las ceremonias de graduación se realizan en el Royal Albert Hall.

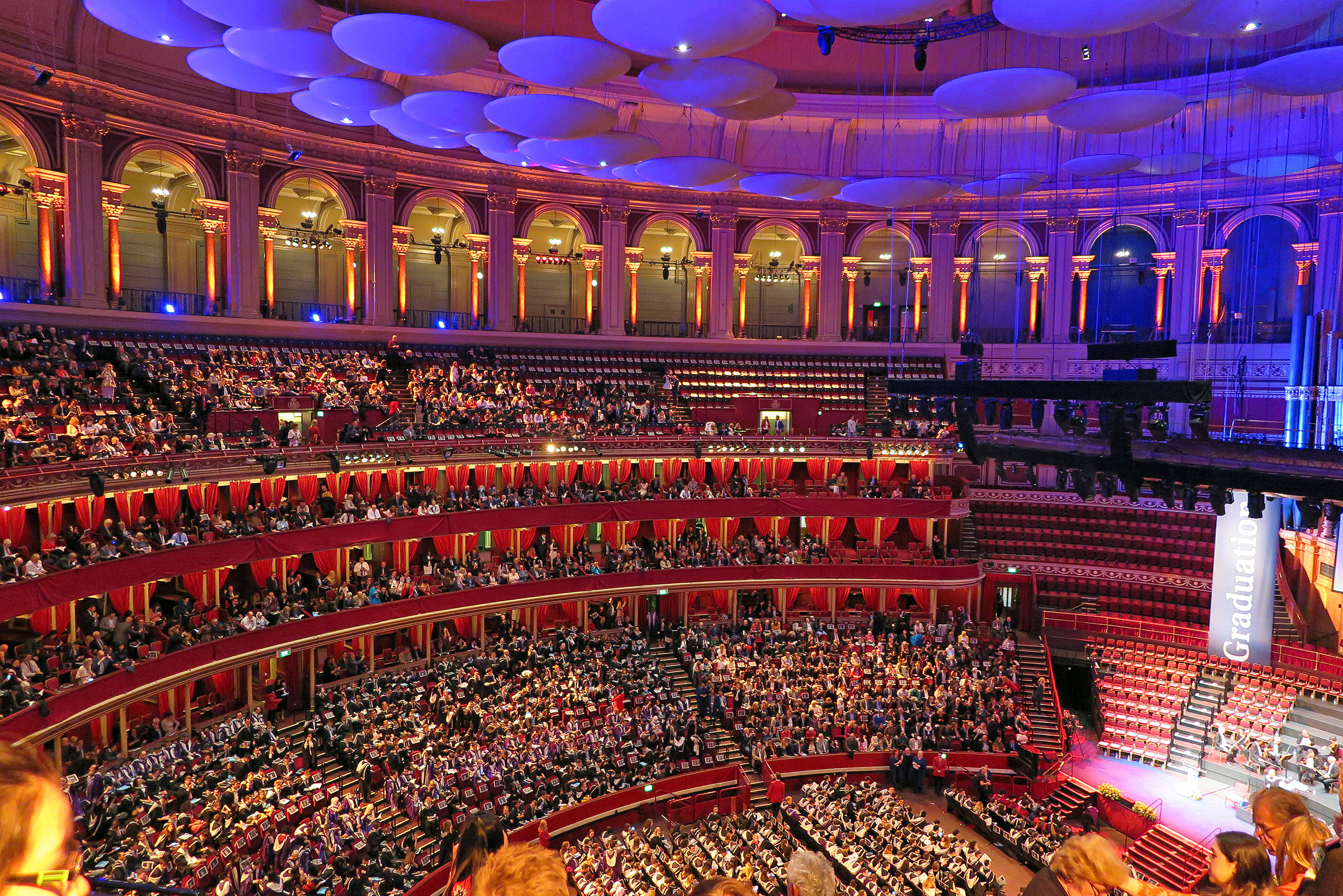
Interior de Royal Albert Hall durante graduación de postgrados en 2018.

Imperial College ofrece carreras y educación de posgrado; teniendo su investigación y enseñanza dividida en tres facultades, cada una dirigida por un director. Las facultades son: Ingeniería, Medicina y Ciencias Naturales. Además de las tres facultades, existe una escuela de negocios y un departamento de humanidades cuyo propósito es proveer de optativas y cursos de lenguas apartados de los campos de ciencias a los estudiantes de otras facultades y departamentos. Se anima a los estudiantes a coger estas clases ya sea por créditos o en su tiempo libre. Los cursos de humanidades abarcan un gran rango de temas incluyendo filosofía, ética en la ciencia y en la ingeniería, historia, literatura moderna y drama, arte en el siglo XX y estudios de cine. Los cursos de lenguas disponibles son: francés, alemán, español, italiano, japonés, ruso, árabe y chino mandarín.

## Carreras de Grado

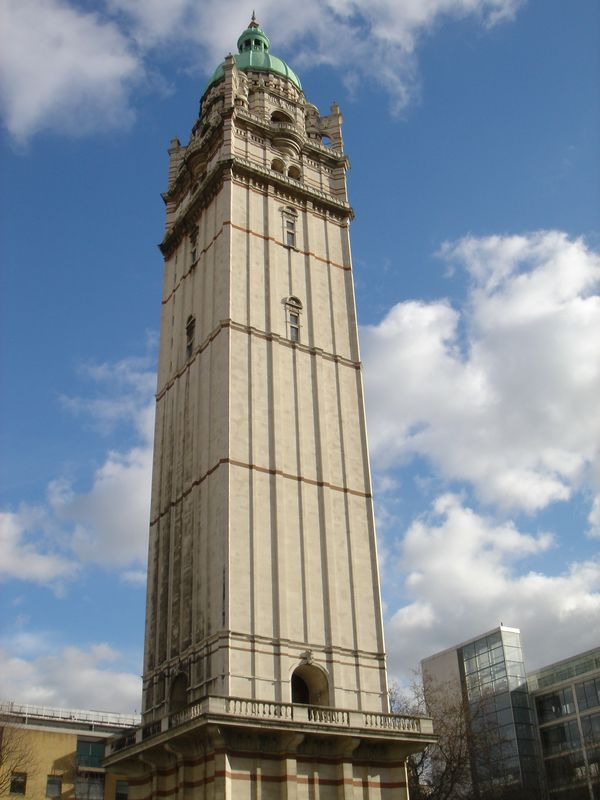
The Queen's Tower (La Torre de la Reina).

Las carreras que se pueden encontrar en el Imperial College están divididas entre las tres facultades que posee:
- Facultad de Ingeniería:
  - Ingeniería aeronáutica
  - Bioingeniería
  - Ingeniería química
  - Ingeniería civil y medioambiental
  - Ciencias de la Computación
  - Ingeniería geológica
  - Ingeniería de diseño industrial
  - Ingeniería eléctrica y electrónica
  - Ingeniería de materiales
  - Ingeniería mecánica
- Facultad de Medicina:
  - Medicina
  - Farmacología
  - Ciencia biomédica
- Facultad de Ciencias Naturales:
  - Química
  - Ciencias biológicas
    - Bioquímica y biotecnología
    - Biología

  - Física
  - Matemáticas

## Reputación académica

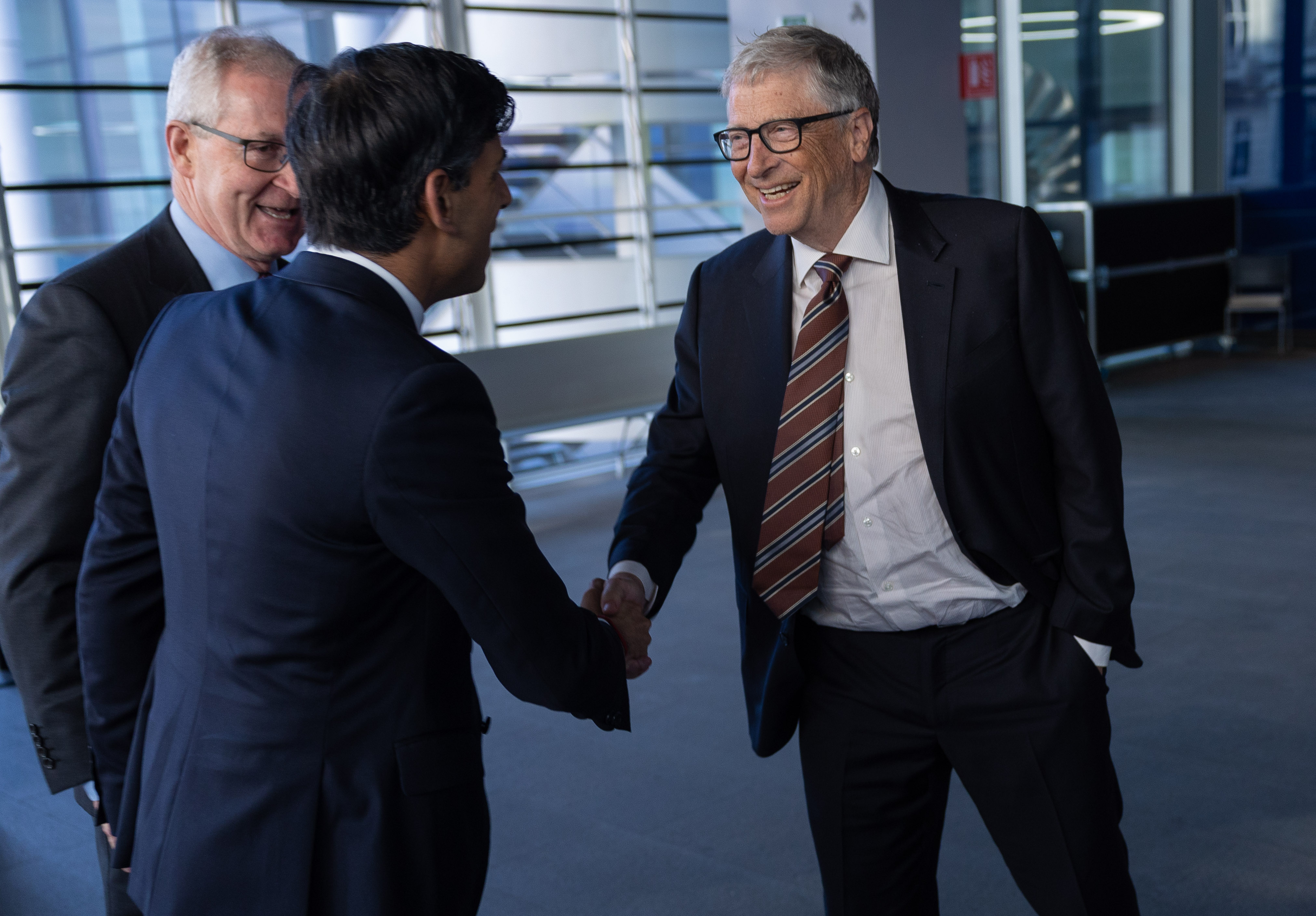
El primer ministro del Reino Unido Rishi Sunak junto a Bill Gates en Imperial College London en 2023

El Imperial ha sido constantemente colocada entre las tres mejores universidades en el Reino Unido según las tablas de universidades de los periódicos. Clasificaciones recientes muestran que, a pesar de solo encargarse de asignaturas de ciencias, es la tercera en general. Por otro lado en ingeniería y en medicina está a la cabeza de las clasificaciones. Los periódicos The Sunday Times y The Guardian pusieron a Imperial como la tercera universidad de Reino Unido. Otro periódico, The Financial Times, consideró al Imperial entre las diez mejores universidades de Europa. El FT MBA (máster en administración de negocios estudiado a jornada completa) fue puntuado como el mejor de Europa, y dentro de los tres mejores en el mundo, según Entrepreneurship. Las tablas del suplemento de educación superior de The Times de 2008 colocan al Imperial como la quinta mejor universidad del mundo y tercera en Reino Unido, por encima de universidades como el Massachusetts Institute of Technology (MIT).
Profesores e investigadores suman cerca de 3000 personas. De estos, 73 son miembros de la Royal Society y dos son Medallistas Fields.

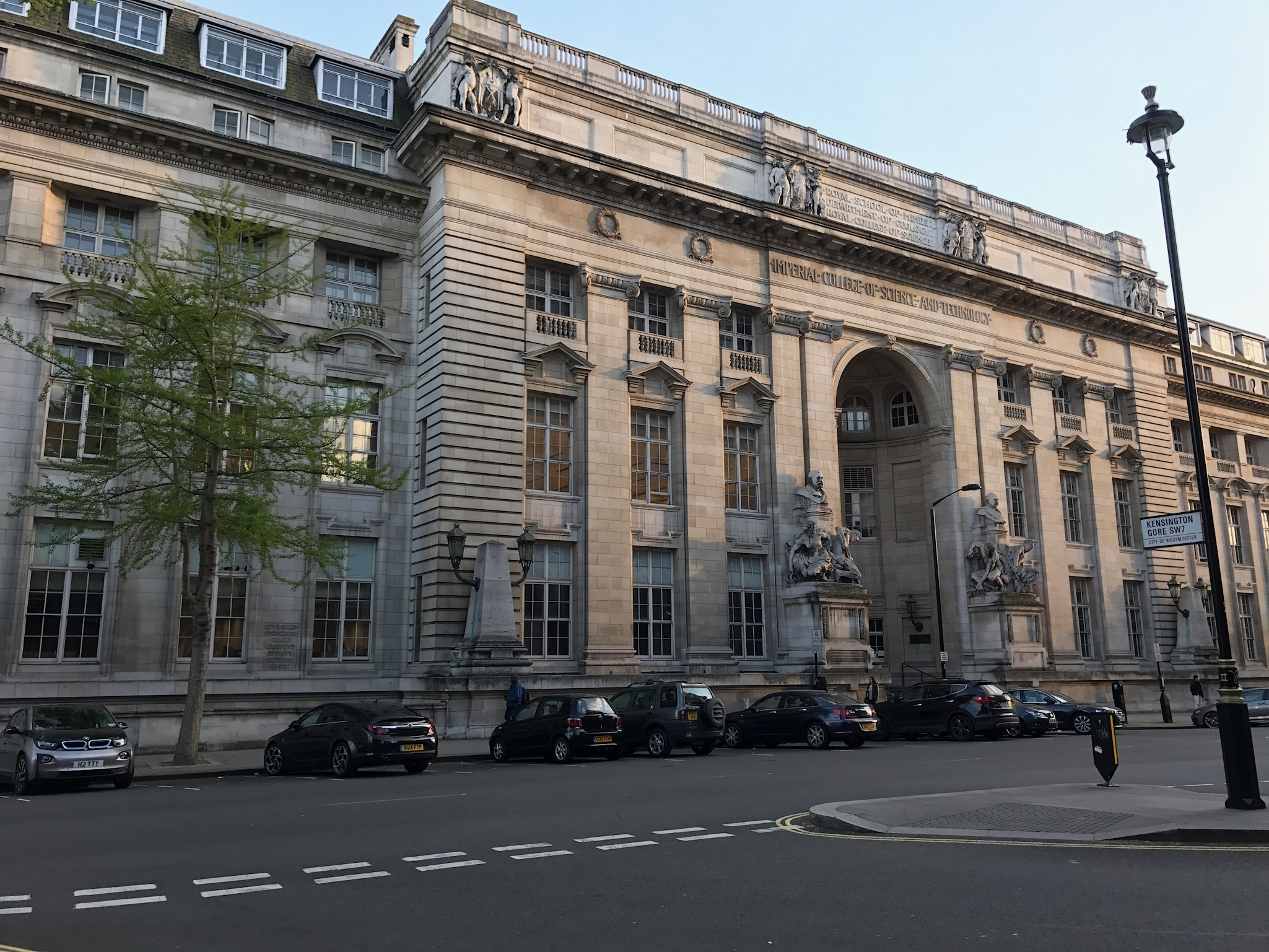
La antigua entrada de la Royal School of Mines.

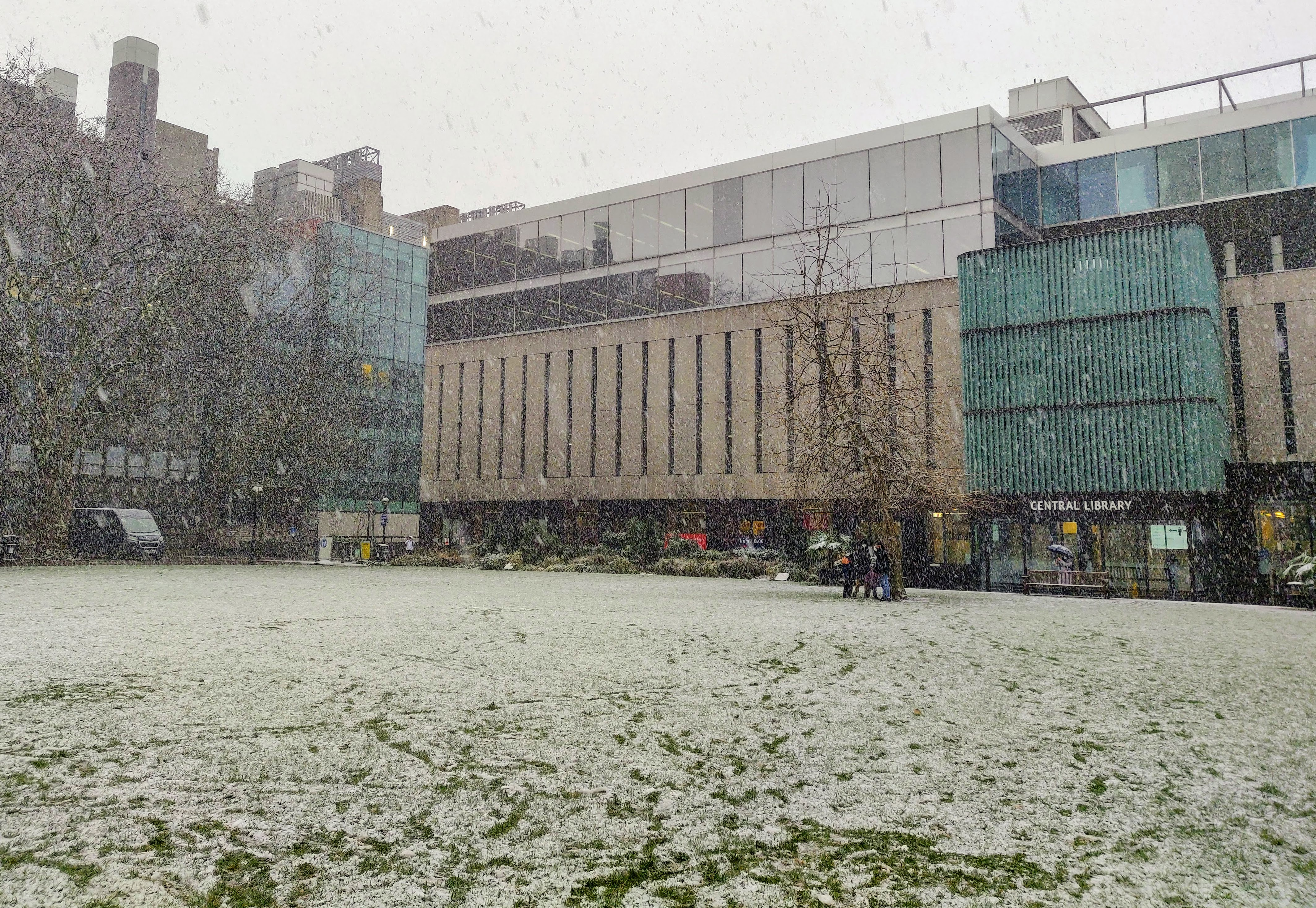
Vista a Central Library en 2021.

Ganadores de la Medalla Fields (el más alto honor mundial que un matemático puede recibir que se entrega cada cuatro años) del Imperial son:
- Klaus Roth, FRS (1958)
- Simon Donaldson (1986)
- Martin Hairer[7] (2014)

Ganadores de Premios Nobel del Imperial:
- George Paget Thomson, Premio Nobel de Física en 1937
- Patrick Maynard Stuart Blackett, Premio Nobel de Física en 1948
- Dennis Gabor, Premio Nobel de Física en 1971
- Abdus Salam, Premio Nobel de Física en 1979
- Walter Norman Haworth, Premio Nobel de Química en 1939
- Cyril Norman Hinshelwood, Premio Nobel de Química en 1956
- George Porter, Premio Nobel de Química en 1967
- Derek Barton, Premio Nobel de Química en 1969
- Geoffrey Wilkinson, Premio Nobel de Química en 1973
- Frederick Gowland Hopkins, Premio Nobel de Fisiología y Medicina en 1929
- Alexander Fleming, Premio Nobel de Fisiología y Medicina en 1945
- Ernst Boris Chain, Premio Nobel de Fisiología y Medicina en 1945
- Andrew Fielding Huxley, Premio Nobel de Fisiología y Medicina en 1963
- Rodney Robert Porter, Premio Nobel de Fisiología y Medicina en 1972

Equipos del Imperial College ganaron el University Challenge (reto de universidades) en 1996, 2001 y 2020.

## Investigación
Imperial presentó un total de 1,257 empleados en 14 unidades de evaluación para la evaluación del Research Excellence Framework (REF) de 2014. Esto encontró que el 91% de la investigación de Imperial es "líder mundial" (46% logró el puntaje 4*, el más alto posible) o "excelente a nivel internacional" (44% logró 3*), lo que arroja un GPA general de 3.36. En las clasificaciones producidas por Times Higher Education con base en los resultados de REF, Imperial se ubicó en el segundo lugar general.
Imperial College tiene una asociación académica y de investigación a largo plazo con el Instituto de Tecnología de Massachusetts.
En enero de 2018, el departamento de matemáticas del Imperial y el Centro Nacional Francés para la Investigación Científica pusieron en marcha un laboratorio conjunto de investigación de las matemáticas - UMI Abraham de Moivre - para abordar los problemas más difíciles y construir un puente entre los conocimientos matemáticos británicos y franceses. El laboratorio está basado en el campus de South Kensington del Imperial. Los medallistas Fields Cédric Villani y Martin Hairer fueron los anfitriones de la presentación de lanzamiento.
Para su investigación sobre la enfermedad de Parkinson y la esclerosis múltiple, Imperial alberga el banco de cerebros más grande del mundo que consta de 296 cerebros.
El Imperial College tiene una compañía dedicada a la transferencia de tecnología. Esta compañía es Imperial Innovations. Imperial anima activamente a su personal a comercializar sus investigaciones y como resultado de esto han aparecido un gran número de compañías basadas en la investigación académica en el Imperial College.

## Graduados
La media del primer salario de los graduados del Imperial College es, con diferencia, la más alta entre los graduados británicos. Según los datos de The Sunday Times, el salario medio al empezar a trabajar fue de 24.257 libras al año.

## Alojamiento de estudiantes

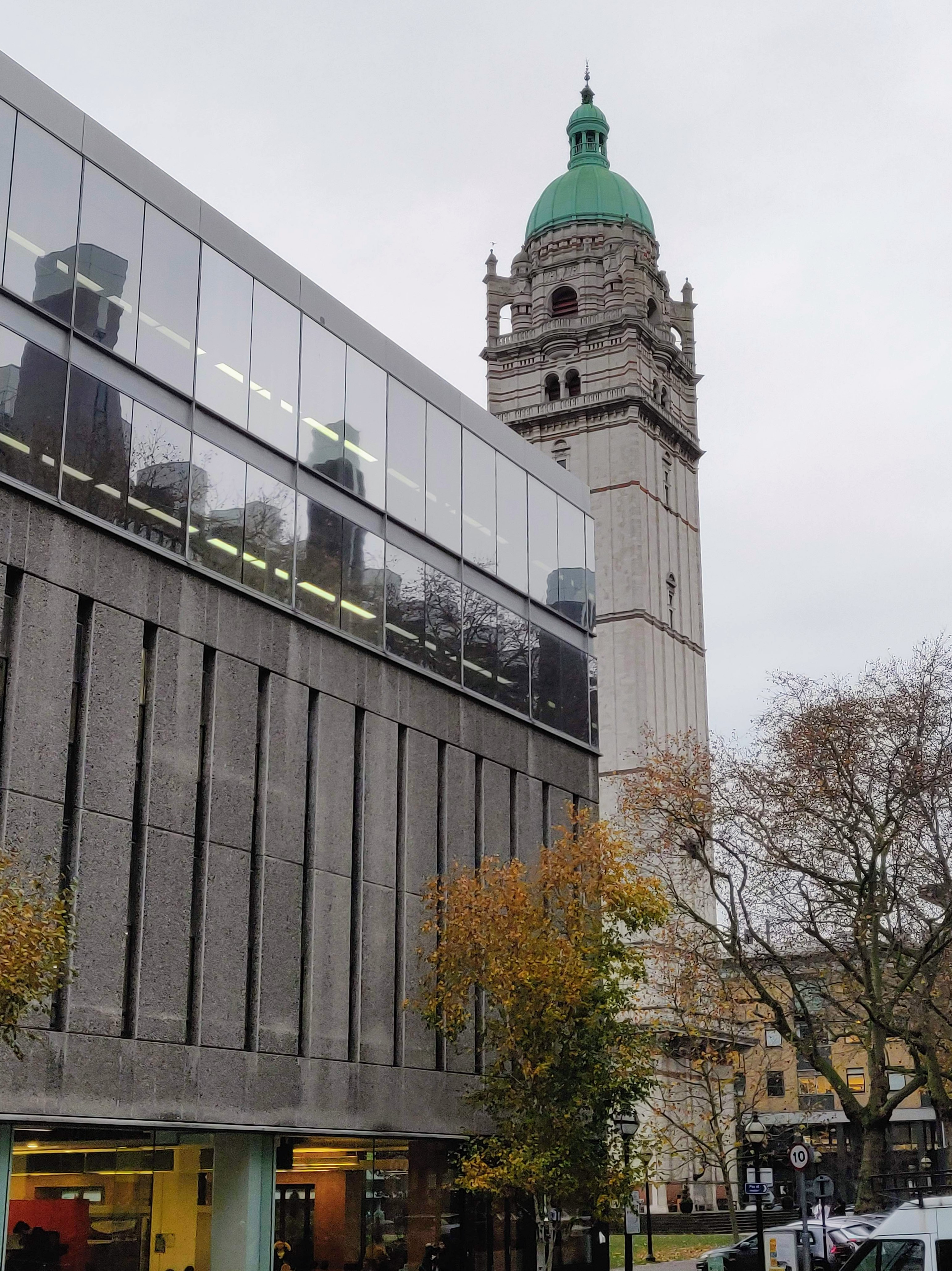
Queen's Tower en otoño.

El Imperial College posee y dirige más de treinta colegios mayores en el centro de Londres, Ealing, Ascot y Wye. Hay más de 3000 habitaciones disponibles, garantizando a los estudiantes de primer curso una habitación en las residencias de la universidad.
La mayoría de las residencias ofrecen habitaciones individuales o dobles, y algunas habitaciones combinadas. Los dormitorios están equipados con los muebles básicos y tienen acceso a cocinas y cuartos de baño. En la mayoría de las residencias los estudiantes tienen que ocuparse de su alimentación.
Generalmente los estudiantes que usan estas habitaciones de la universidad son de primer curso. La mayoría de los estudiantes de otros cursos y posgrado encuentran acomodación en el sector privado. Para encontrar un sitio hay ayuda disponible por parte de la oficina de acomodación privada del Imperial.
Una lista completa de los colegios mayores del Imperial se puede encontrar en el portal del Imperial.

## Asociación de alumnos

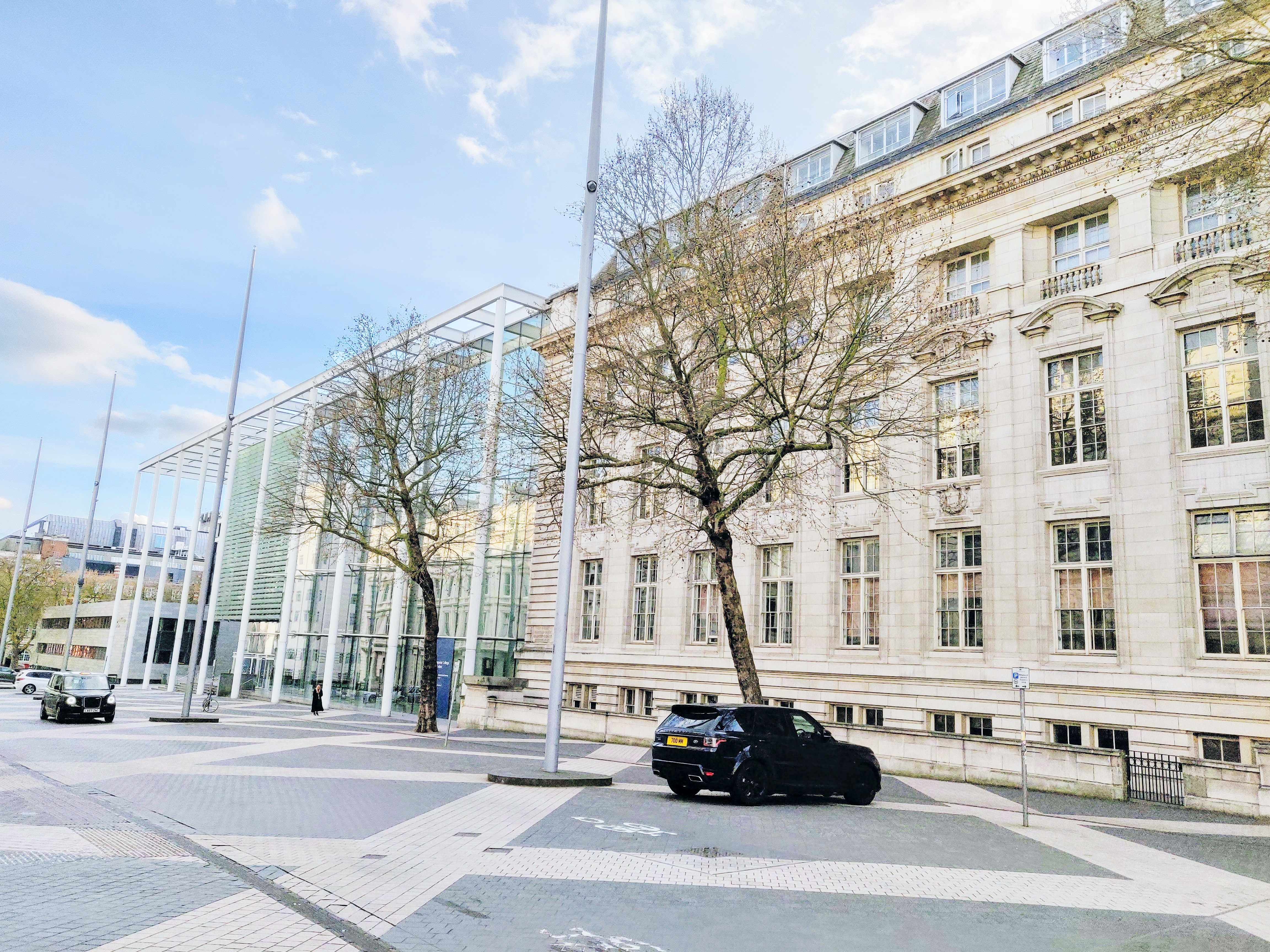
La entrada principal del Imperial College en Exhibition Road (Imperial College Business School)

La asociación de alumnos (consejo estudiantil), denominada "Imperial College Union", está dirigida por cinco delegados elegidos por un año entre los estudiantes que estudien a jornada completa y estén de año sabático, también la dirigen varios miembros permanentes del personal de la universidad. La asociación recibe una gran dotación por parte del Imperial College, mucho de lo cual va a parar en el mantenimiento de clubes y sociedades.

### Clubes y sociedades en el Imperial
La asociación de alumnos del Imperial College tiene más de 300 clubes y sociedades, convirtiéndola en la unión de estudiantes más grande de todo el Reino Unido. Entre ellas está el próspero club de remo, famosas orquestas de estudiantes, equipos de deportes, sociedades modélicas de naciones unidas, y un largo etcétera.

## Medios de comunicación de estudiantes

### Radio del Imperial College
La radio del Imperial College se fundó en noviembre de 1975 con la intención de retransmitir a las residencias de estudiantes desde un estudio debajo de Southside. En cualquier caso empezó a retransmitir a finales de 1976. Hoy en día se retransmite por Internet y, desde 2004, en el 1134 AM en Wye. Recientemente ha puesto otra vez en marcha su página web, con podcast y varias competiciones. La estación de radio tiene una fonoteca con más de 51.000 grabaciones.

### STOIC (Televisión de Estudiantes)
STOIC (Televisión de Estudiantes del Imperial College) es la estación de TV de la Unión de Estudiantes. Retransmite desde el edificio de la Unión de Estudiantes hasta la sala común junior y ocasionalmente desde el Bar de DaVinci. ICTV es otra organización televisiva del Imperial College (que no llevan los alumnos) cuya actividad principal es la producción de vídeos relacionados con los eventos de la universidad.

### Felix
Publicado semanalmente, Felix es el periódico estudiantil gratuito del Imperial College London. Su objetivo es ser lo más independiente de la universidad y de la Unión de Estudiantes. El editor se elige de entre los estudiantes que estudien a jornada completa y que estén de año sabático. Existe también un periódico no-estudiantil llamado el Reporter.

### Live!
Live! es una fuente de información y forum en línea que dirige la City and Guilds College Union (unión de estudiantes de la escuela de la ciudad y oficios).

## Composición del alumnado
Durante el año académico 2004/2005, el Imperial College tuvo más de 11 000 estudiantes a jornada completa, de estos aproximadamente 3000 son estudiantes de posgrado. Además hubo más de 900 estudiantes a media jornada, todos ellos de posgrado. El 27% de los estudiantes viene de fuera de la Unión Europea.
La proporción entre hombres y mujeres para los estudiantes que no hacen posgrado es aproximadamente del 65% para los hombres y del 35% para las mujeres en general, llegando a una ratio de 4 hombres por cada mujer en algunas carreras de ingeniería. Estos datos están en la línea de las tendencias globales para las carreras técnicas.

## Antiguos alumnos y profesores
Entre los antiguos alumnos y profesores del Imperial se encuentran científicos como el físico Abdus Salam, el biólogo Thomas Henry Huxley y el farmacólogo Alexander Fleming. En otros campos hay exalumnos de Imperial como el primer ministro indio Rajiv Gandhi, el escritor Herbert George Wells, y el astrofísico y guitarrista de Queen, Brian May.

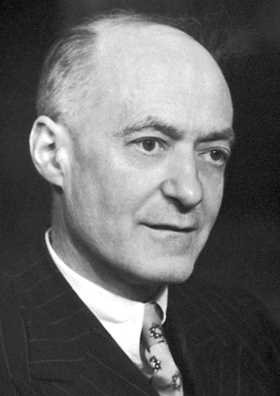
Sir Cyril Norman Hinshelwood
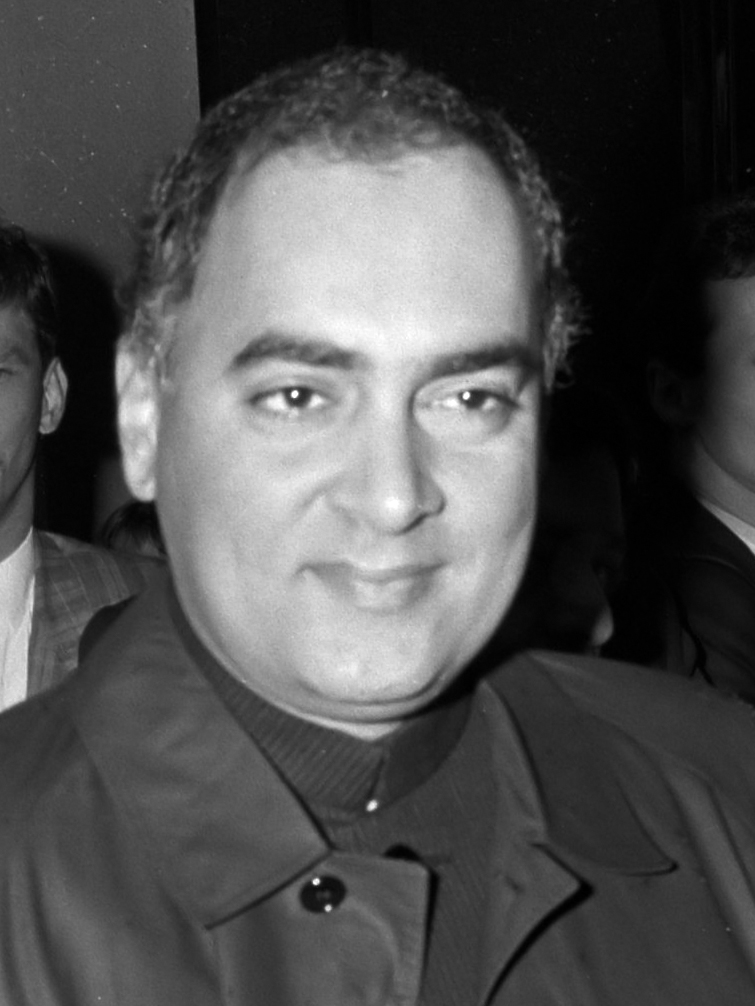
Rajiv Gandhi, 6to Primer Ministro de la India
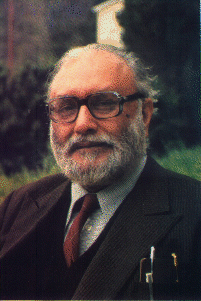
Abdus Salam
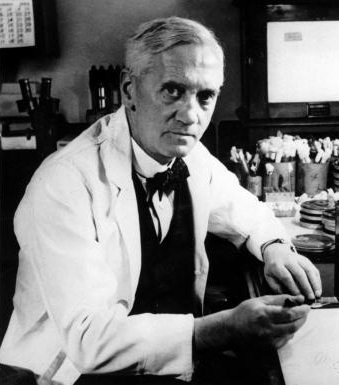
Sir Alexander Fleming
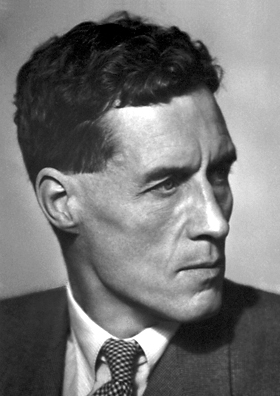
Patrick Blackett, Baron Blackett
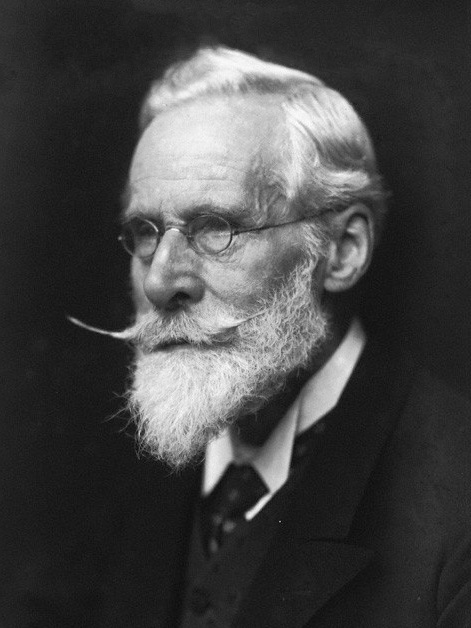
Sir William Crookes
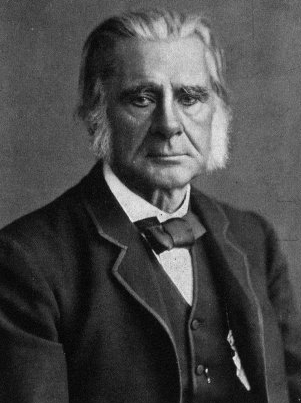
Thomas Huxley
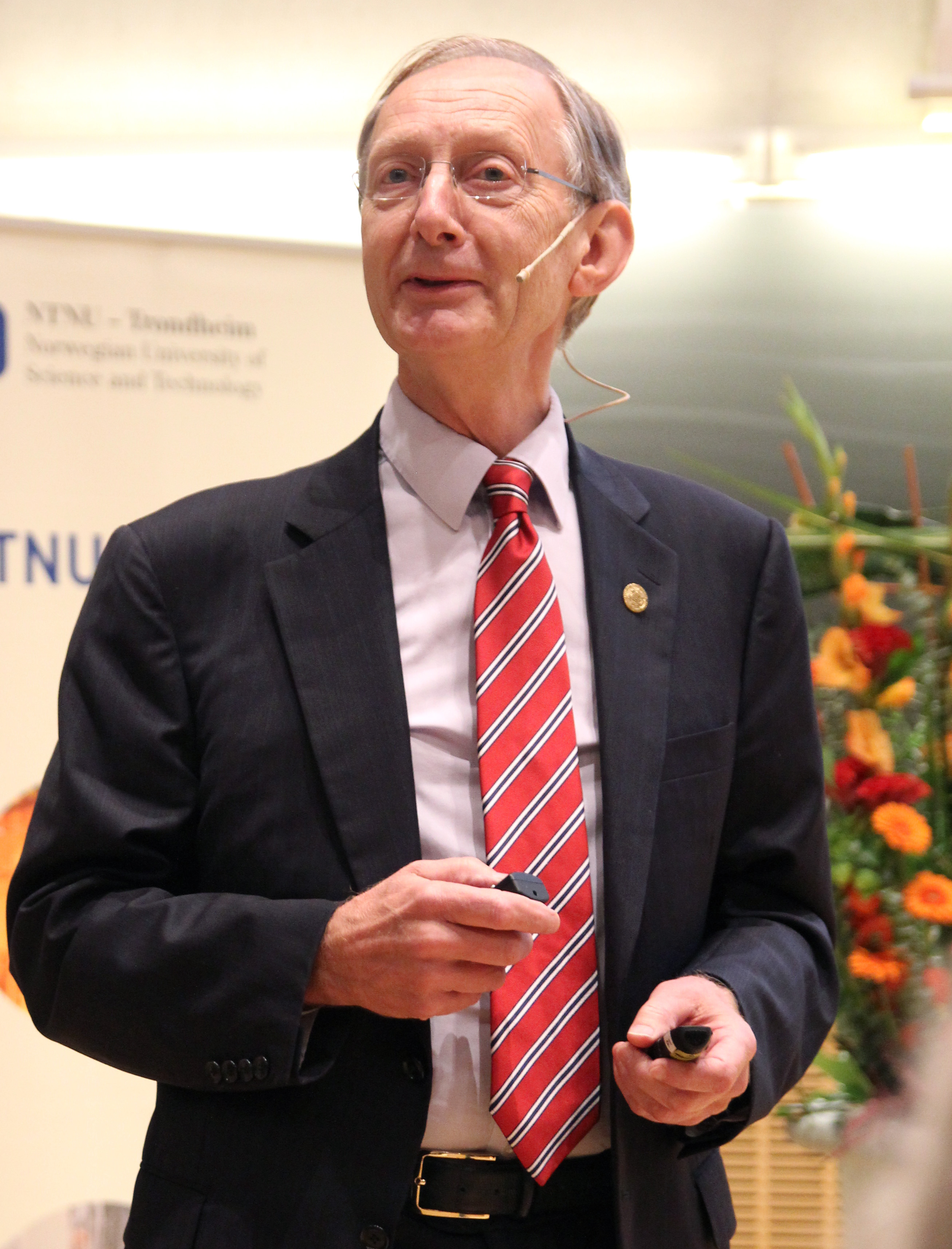
Sir John Pendry
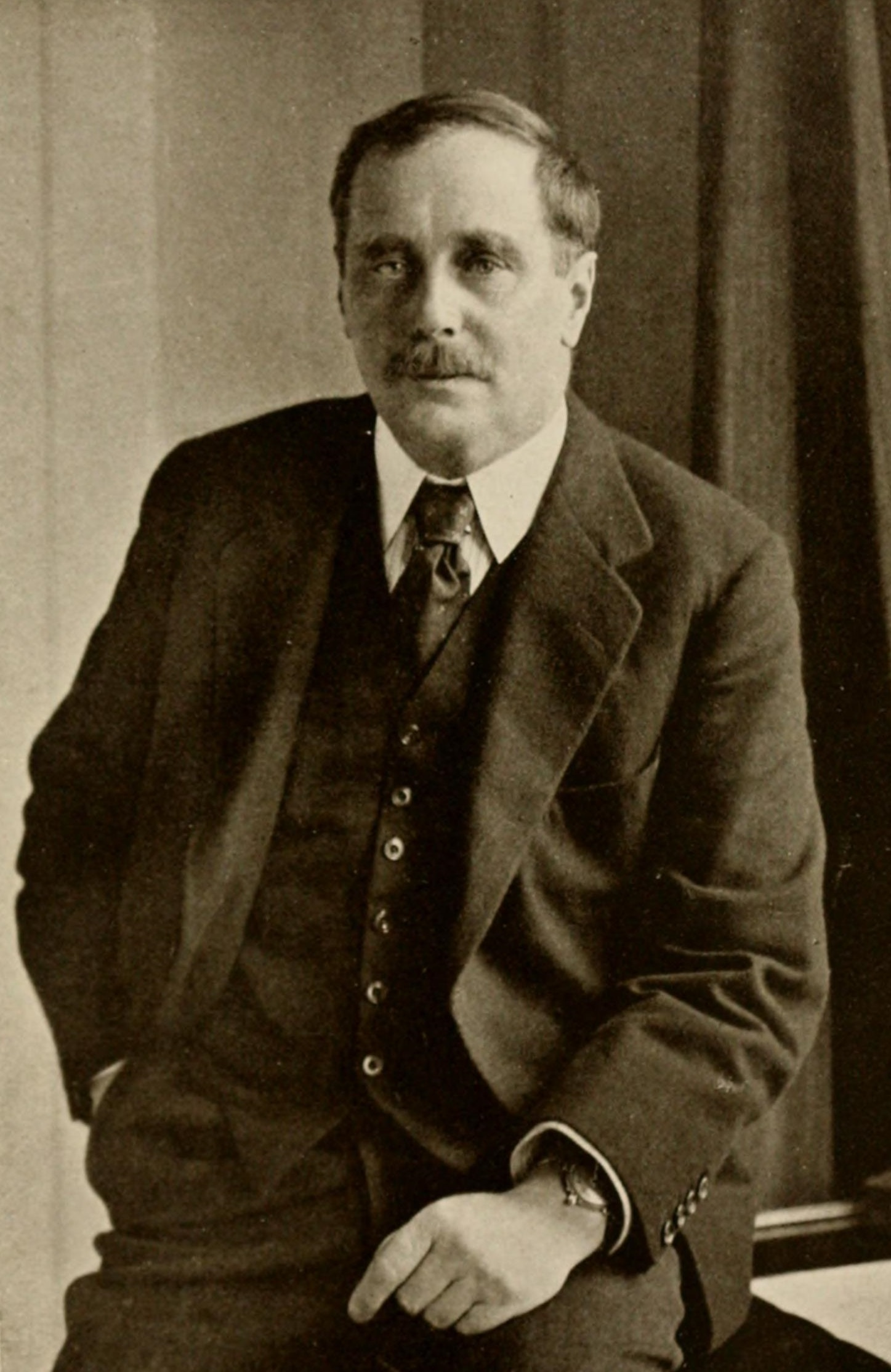
H.G. Wells
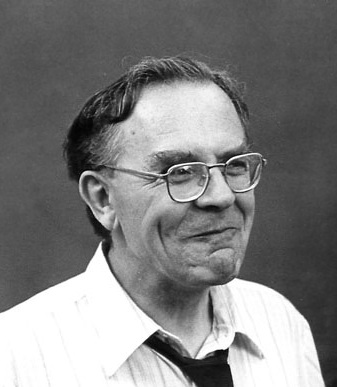
Geoffrey Wilkinson
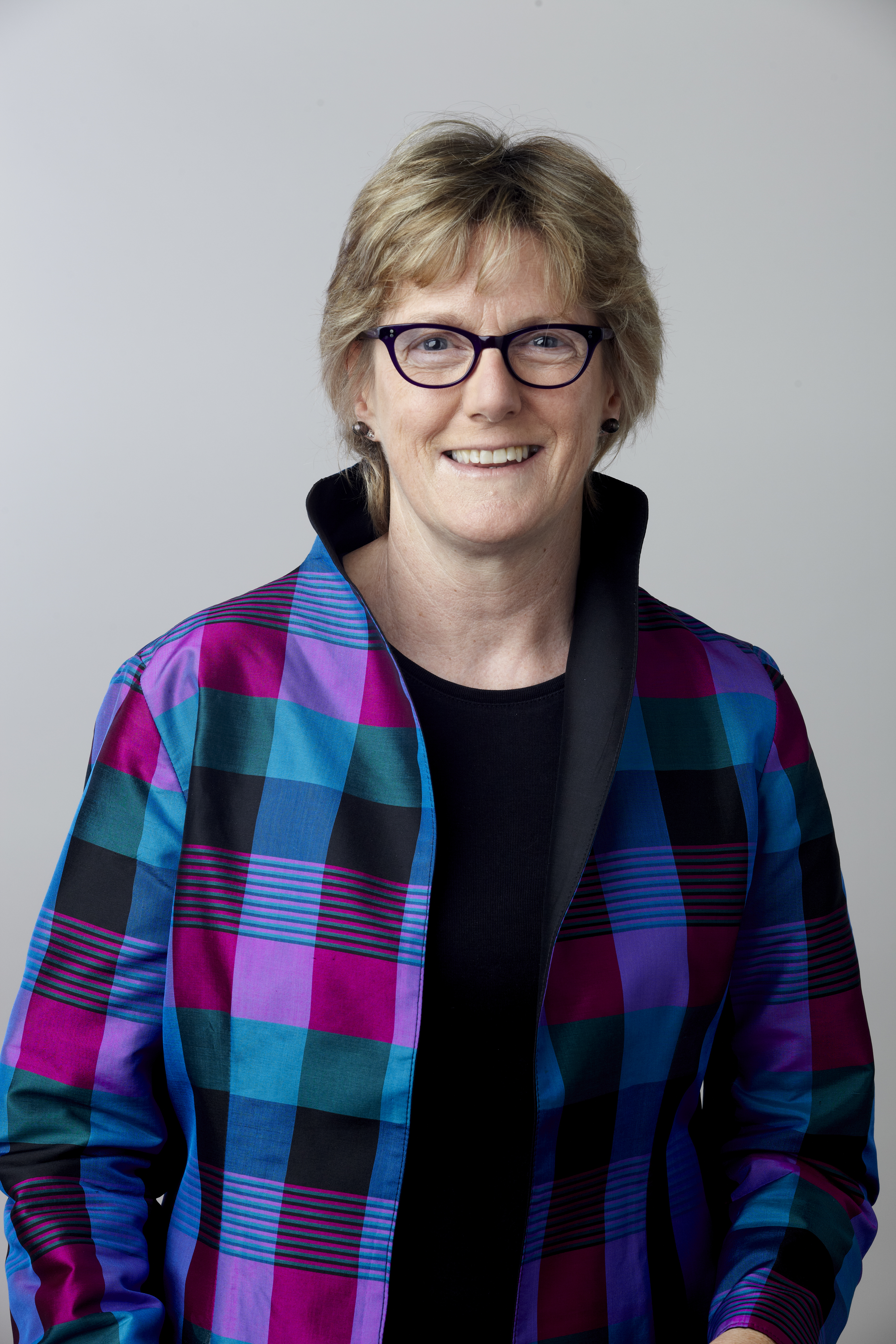
Dame Sally Davies
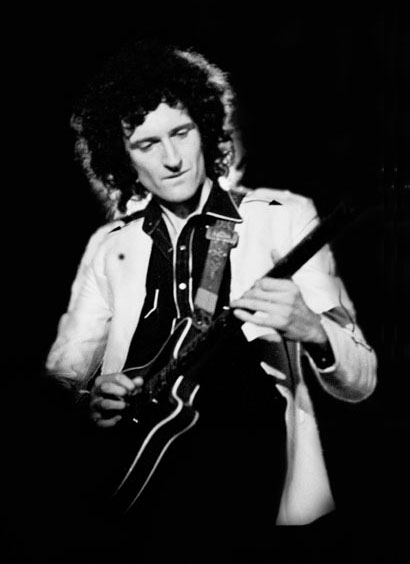
Sir Brian May CBE
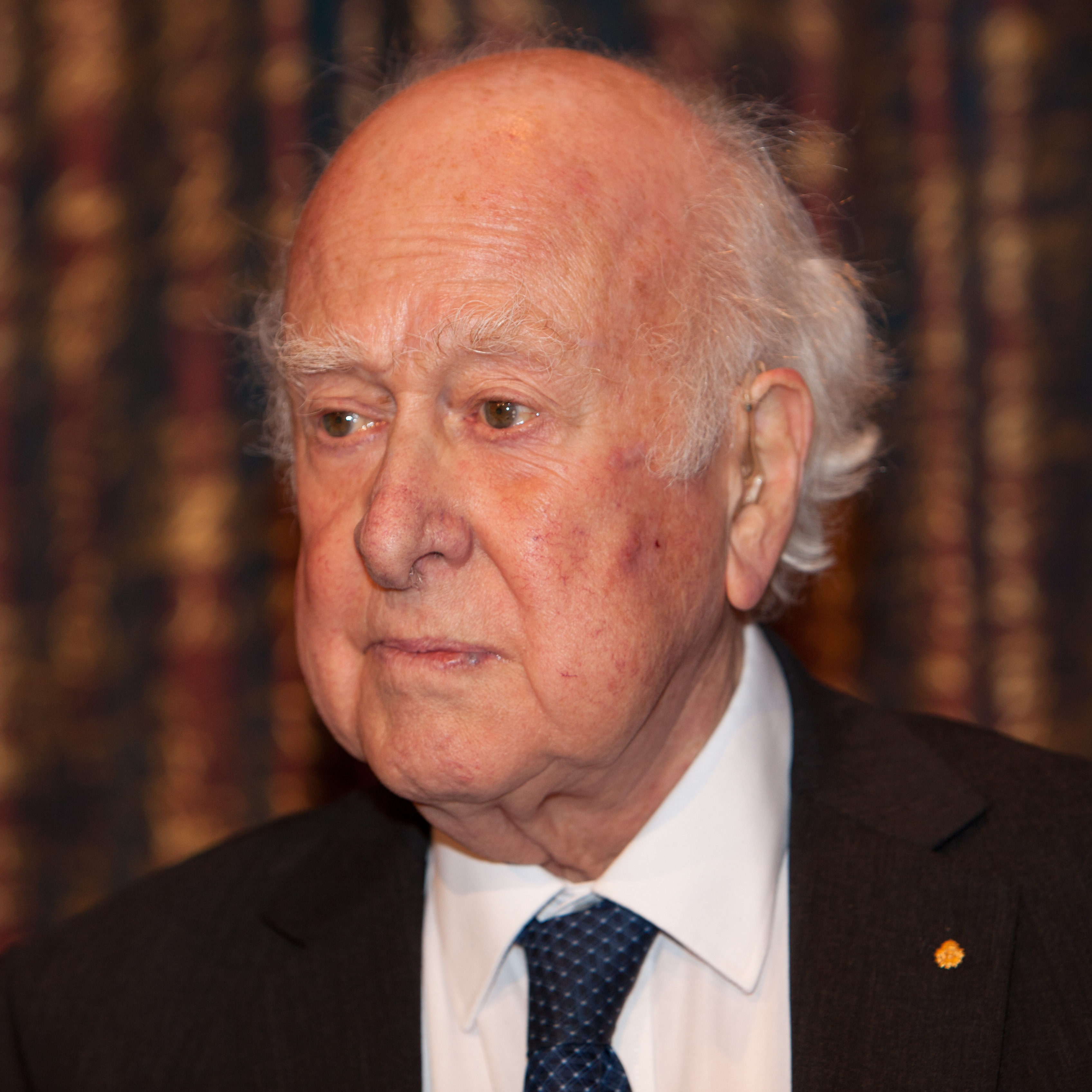
Peter Higgs
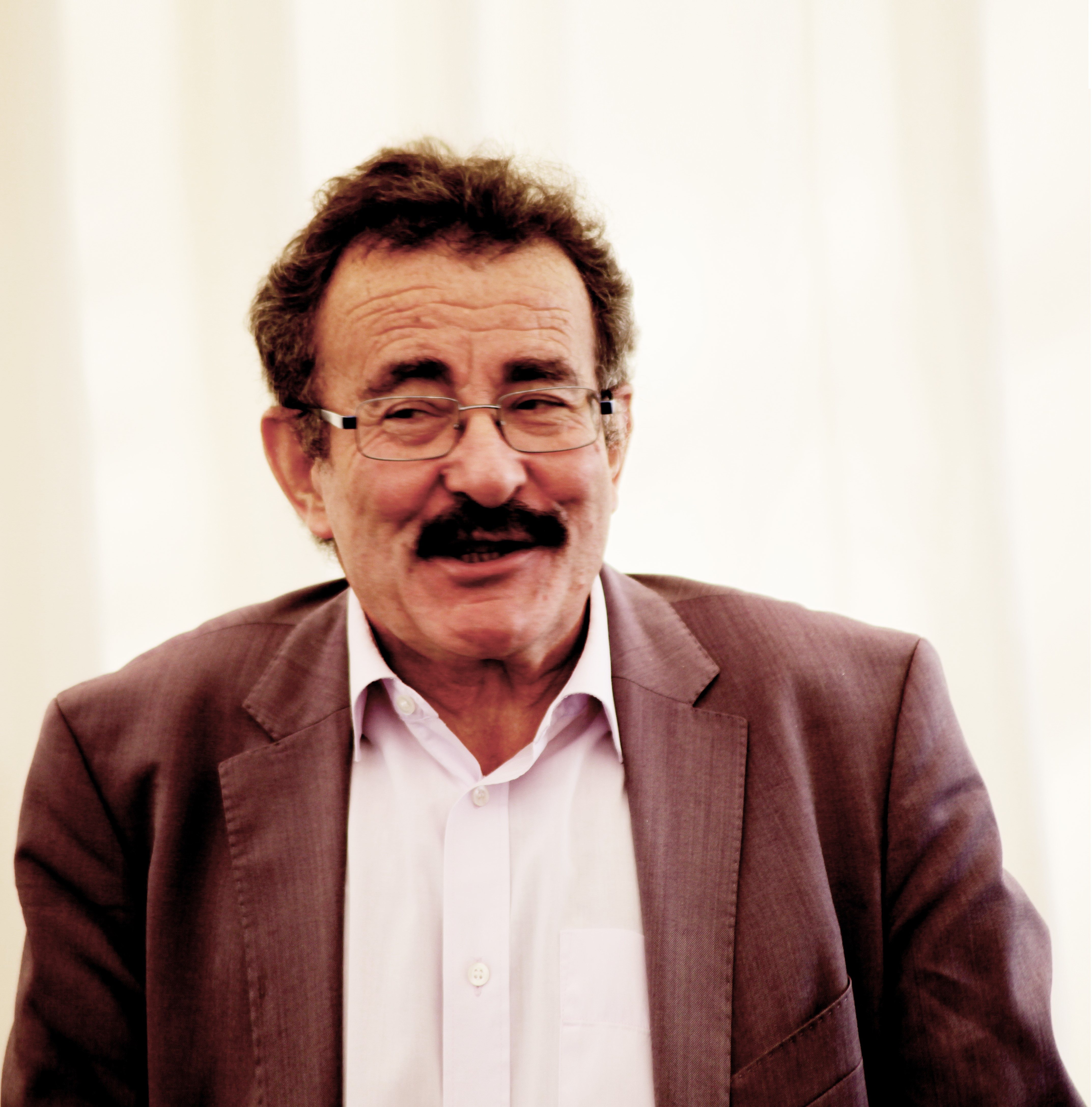
Robert Winston, Baron Winston
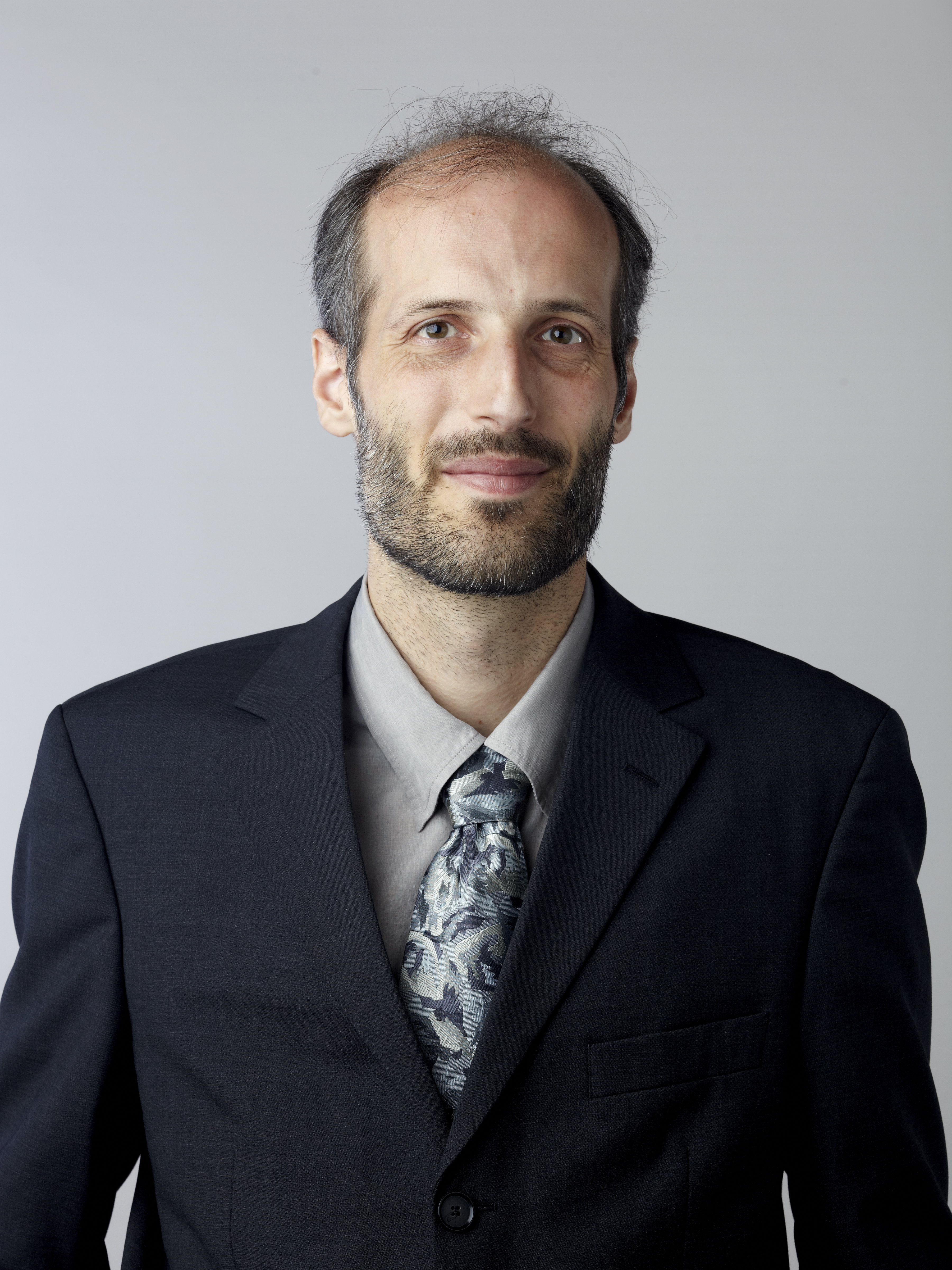
Sir Martin Hairer

Premios Nobel: (medicina) Sir Alexander Fleming, Sir Ernst Boris Chain, Sir Frederick Gowland Hopkins, Sir Andrew Fielding Huxley, Rodney Robert Porter, (física) Abdus Salam, Sir George Paget Thomson, Patrick Blackett, Baron Blackett, Dennis Gabor, Peter Higgs, (química) Sir Norman Haworth, Sir Cyril Norman Hinshelwood, Sir Derek Barton, Sir Geoffrey Wilkinson, Sir George Porter. Medallistas de campos: Klaus Friedrich Roth, Sir Simon Donaldson, Martin Hairer.